# Turquia nos Jogos Olímpicos de Inverno de 2010

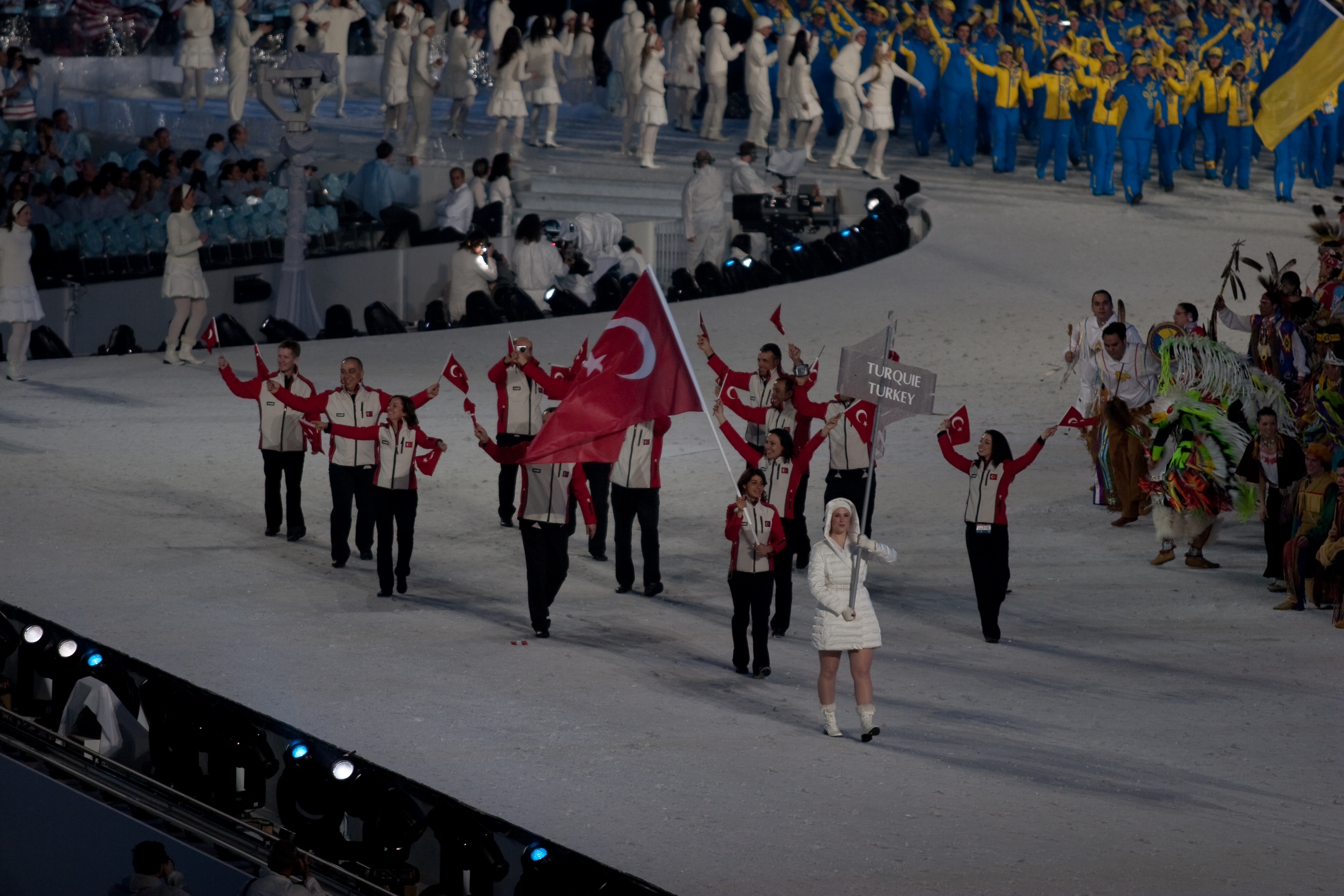
Delegação turca durante a cerimônia de abertura

A Turquia participou dos Jogos Olímpicos de Inverno de 2010, realizados na cidade de Vancouver, no Canadá. Foi a décima quinta aparição do país em Olimpíadas de Inverno.

## Desempenho

### Esqui alpino
Feminino
| Atleta         | Evento         | Corrida 1 | Corrida 2 | Total   | Pos. |
| -------------- | -------------- | --------- | --------- | ------- | ---- |
| Tuğba Daşdemir | Slalom         | DNF       | DNF       | DNF     | DNF  |
| Tuğba Daşdemir | Slalom gigante | 1:28.37   | 1:25.10   | 2:53.47 | 56º  |

Masculino
| Atleta           | Evento         | Corrida 1 | Corrida 2 | Total | Pos. |
| ---------------- | -------------- | --------- | --------- | ----- | ---- |
| Erdinç Türksever | Slalom         | DNF       | DNF       | DNF   | DNF  |
| Erdinç Türksever | Slalom gigante | DNF       | DNF       | DNF   | DNF  |

### Esqui cross-country
Feminino
| Atleta           | Evento                | Qualificatória | Qualificatória | Quartas-de-final | Quartas-de-final | Semifinal   | Semifinal   | Final       | Final       |
| Atleta           | Evento                | Tempo          | Pos.           | Tempo            | Pos.             | Tempo       | Pos.        | Tempo       | Pos.        |
| ---------------- | --------------------- | -------------- | -------------- | ---------------- | ---------------- | ----------- | ----------- | ----------- | ----------- |
| Kelime Çetinkaya | 10 km livre           |                |                |                  |                  |             |             | 30:48.0     | 68º         |
| Kelime Çetinkaya | Perseguição combinada |                |                |                  |                  |             |             | 48:46.0     | 60º         |
| Kelime Çetinkaya | Velocidade            | 4:22.32        | 53º            | Não avançou      | Não avançou      | Não avançou | Não avançou | Não avançou | Não avançou |

Masculino
| Atleta            | Evento      | Final   | Final |
| Atleta            | Evento      | Tempo   | Pos.  |
| ----------------- | ----------- | ------- | ----- |
| Sebahattin Oğlago | 15 km livre | 39:03.0 | 77º   |

### Patinação artística
| Atleta          | Evento              | Programa curto | Programa curto | Programa longo | Programa longo | Total  | Total |
| Atleta          | Evento              | Pontos         | Pos.           | Pontos         | Pos.           | Pontos | Pos.  |
| --------------- | ------------------- | -------------- | -------------- | -------------- | -------------- | ------ | ----- |
| Tuğba Karademir | Individual feminino | 50.74          | 21º            | 78.80          | 24º            | 129.54 | 24º   |

Legenda
| Recorde mundial      | Recorde mundial (World record)               |                       | Recorde africano                      | Recorde africano (African) |                                           | Q | Classificado por posição (Qualified) |
| Recorde olímpico     | Recorde olímpico (Olympic record)            | Recorde da América    | Recorde da América (Americas)         | q                          | Classificado por melhor tempo (Qualified) |   |                                      |
| Melhor marca do ano  | Melhor marca do ano (World leading)          | Recorde asiático      | Recorde asiático (Asian)              | DNS                        | Não largou (Did not start)                |   |                                      |
| Recorde nacional     | Recorde nacional (National record)           | Recorde europeu       | Recorde europeu (European)            | DNF                        | Não terminou (Did not finish)             |   |                                      |
| Recorde pessoal      | Recorde pessoal do atleta (Personal best)    | Recorde da Oceania    | Recorde da Oceania (Oceania)          | DSQ / DQ                   | Desclassificado (Disqualified)            |   |                                      |
| Recorde da temporada | Recorde da temporada do atleta (Season best) | Recorde sul-americano | Recorde sul-americano (South America) | NM                         | Sem marca (No mark)                       |   |                                      |